# Danimarca ai XXIV Giochi olimpici invernali
La Danimarca ha partecipato ai XXIV Giochi olimpici invernali che si sono svolti a Pechino, Cina, dal 4 al 20 febbraio 2022. La delegazione era composta da 63 atleti, 34 uomini e 29 donne.

## Delegazione
| Sport                   | Uomini | Donne | Totale |
| ----------------------- | ------ | ----- | ------ |
| Biathlon                | 0      | 1     | 1      |
| Curling                 | 5      | 5     | 10     |
| Hockey su ghiaccio      | 26     | 23    | 49     |
| Pattinaggio di velocità | 2      | 0     | 2      |
| Sci alpino              | 1      | 0     | 1      |
| Totale                  | 34     | 29    | 63     |

## Biathlon
| Atleta            | Evento                      | Penalità    | Tempo   | Posizione |
| ----------------- | --------------------------- | ----------- | ------- | --------- |
| Ukaleq Slettemark | 15 km individuale femminile | 0 (0+0+0+0) | 50'27"4 | 53ª       |
| Ukaleq Slettemark | 7,5 km sprint femminile     | 0 (0+0)     | 23'54"6 | 65ª       |

## Curling
| Squadra                                                                  | Torneo    | Girone               | Girone               | Girone               | Girone               | Girone               | Girone               | Girone               | Girone               | Girone               | Girone | Semifinali           | Finale               | Pos. |
| Squadra                                                                  | Torneo    | Avversario Punteggio | Avversario Punteggio | Avversario Punteggio | Avversario Punteggio | Avversario Punteggio | Avversario Punteggio | Avversario Punteggio | Avversario Punteggio | Avversario Punteggio | Pos.   | Avversario Punteggio | Avversario Punteggio | Pos. |
| ------------------------------------------------------------------------ | --------- | -------------------- | -------------------- | -------------------- | -------------------- | -------------------- | -------------------- | -------------------- | -------------------- | -------------------- | ------ | -------------------- | -------------------- | ---- |
| Mikkel Krause Mads Nørgård Henrik Holtermann Kasper Wiksten Tobias Thune | Maschile  | Canada P 5–10        | Cina P 4–5           | ROC P 2–10           | Svizzera P 6–8       | Gran Bretagna P 2–8  | Norvegia V 6–5       | Svezia P 3–8         | Italia P 3–10        | Stati Uniti P 5–7    | 10ª    | Non qualificati      | Non qualificati      | 10ª  |
| Madeleine Dupont Mathilde Halse Denise Dupont My Larsen Jasmin Lander    | Femminile | Cina V 7–6           | Stati Uniti P 5–7    | Giappone P 7–8       | Svizzera P 5–8       | Gran Bretagna P 2–7  | ROC V 10–5           | Svezia P 3–9         | Corea del Sud P 7–8  | Canada P 4–10        | 9ª     | Non qualificate      | Non qualificate      | 9ª   |

## Hockey su ghiaccio
| Squadra             | Torneo    | Girone               | Girone               | Girone               | Girone               | Girone | Playoff              | Quarti               | Semifinali           | Finale               | Pos. |
| Squadra             | Torneo    | Avversario Punteggio | Avversario Punteggio | Avversario Punteggio | Avversario Punteggio | Pos.   | Avversario Punteggio | Avversario Punteggio | Avversario Punteggio | Avversario Punteggio | Pos. |
| ------------------- | --------- | -------------------- | -------------------- | -------------------- | -------------------- | ------ | -------------------- | -------------------- | -------------------- | -------------------- | ---- |
| Nazionale maschile  | Maschile  | Rep. Ceca V 2–1      | ROC P 0–2            | Svizzera V 5–3       | N.D.                 | 2ª Q   | Lettonia V 3–2       | ROC P 1–3            | Non qualificata      | Non qualificata      | 7ª   |
| Nazionale femminile | Femminile | Cina P 1–3           | Giappone P 2–6       | Rep. Ceca V 3–2      | Svezia P 1–3         | 5ª     | N.D.                 | Non qualificata      | Non qualificata      | Non qualificata      | 10ª  |

## Pattinaggio di velocità
| Atleta             | Evento          | Tempo   | Posizione |
| ------------------ | --------------- | ------- | --------- |
| Viktor Hald Thorup | 5000 m maschile | 6'28"87 | 19º       |

Mass start
| Atleta             | Evento              | Semifinale | Semifinale | Semifinale | Finale          | Finale          | Finale          |
| Atleta             | Evento              | Punti      | Tempo      | Posizione  | Punti           | Tempo           | Posizione       |
| ------------------ | ------------------- | ---------- | ---------- | ---------- | --------------- | --------------- | --------------- |
| Stefan Due Schmidt | Mass start maschile | 0          | 7'58"01    | 12º        | Non qualificato | Non qualificato | Non qualificato |
| Viktor Hald Thorup | Mass start maschile | 1          | 8'21"94    | 10º        | Non qualificato | Non qualificato | Non qualificato |

## Sci alpino
| Atleta               | Evento                   | 1ª manche | 1ª manche | 2ª manche | 2ª manche | Totale  | Totale    |
| Atleta               | Evento                   | Tempo     | Posizione | Tempo     | Posizione | Tempo   | Posizione |
| -------------------- | ------------------------ | --------- | --------- | --------- | --------- | ------- | --------- |
| Casper Dyrbye Næsted | Slalom speciale maschile | 1'01"38   | 38º       | 55"89     | 31º       | 1'57"27 | 30º       |